# 탄소 발자국

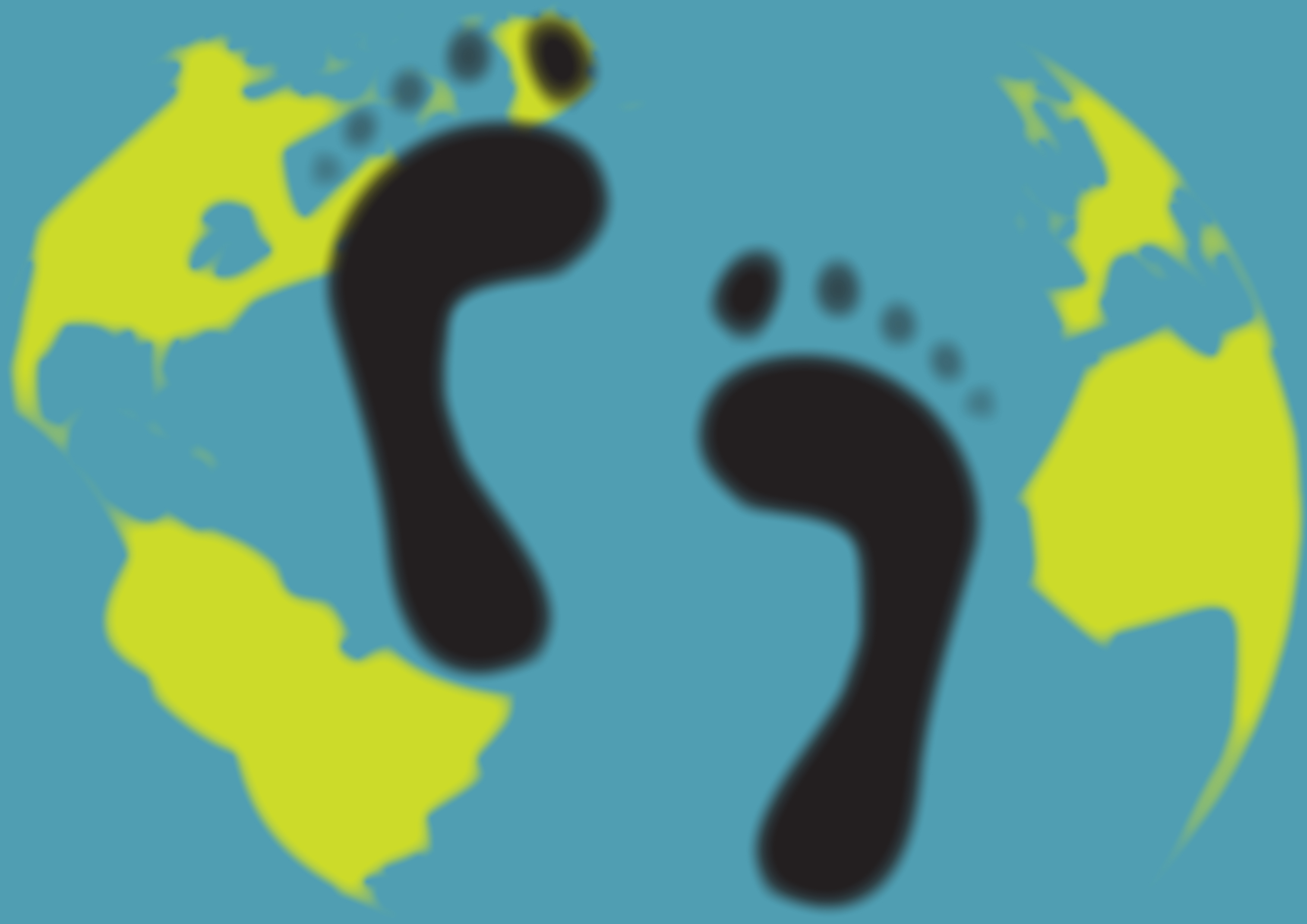
탄소 발자국의 시각적 표현.

탄소발자국(炭素-, 영어: carbon footprint)은 활동, 제품, 회사 또는 국가가 대기에 추가하는 온실가스의 총량을 비교할 수 있게 해주는 계산된 값 또는 지수이다. 탄소발자국은 일반적으로 비교 단위 당 톤의 배출량 (지구 온난화 지수)으로 보고된다. 예를 들어, 연간 톤의 CO2-eq, 소비용 단백질 킬로그램 당, 이동한 킬로미터 당, 의류 한 벌 당 등이 해당될 수 있다. 제품의 탄소발자국은 전 과정 평가 동안의 배출량을 포함한다. 이것들은 공급사슬을 따라 생산된 것부터 최종 소비 및 폐기까지 이어진다.
마찬가지로, 조직의 탄소 발자국은 직접적인 배출뿐만 아니라 그것이 야기하는 간접적인 배출도 포함한다. 온실가스 프로토콜(조직의 탄소 계산)은 이러한 스코프 1, 2, 3 배출이라고 부른다. 탄소 발자국을 계산하기 위한 몇 가지 방법론과 온라인 도구가 있다. 그것들은 초점이 국가, 조직, 제품 또는 개인에 있는지에 따라 달라진다. 예를 들어, 제품의 탄소 발자국은 소비자가 기후운동을 원할 경우 어떤 제품을 구매할지 결정하는 데 도움이 될 수 있다. 기후 변화 완화 활동의 경우, 탄소 발자국은 발자국이 높은 경제 활동과 발자국이 낮은 경제 활동을 구별하는 데 도움이 될 수 있다. 그래서 탄소 발자국 개념은 모든 사람이 개인, 제품, 회사 및 국가의 기후 영향을 비교할 수 있도록 한다. 그것은 또한 사람들이 탄소 발자국을 줄이기 위한 전략과 우선 순위를 고안하도록 돕는다.
비교 단위당 이산화탄소 등가 배출량은 탄소 발자국을 표현하는 데 적합한 방법이다. 이것은 모든 온실 가스 배출량을 합산한다.이것은 이산화탄소뿐만 아니라 모든 온실 가스를 포함한다. 그리고 이것은 경제 활동, 사건, 조직 및 서비스에서 발생하는 배출량을 본다. 일부 정의에서는 이산화탄소 배출량만 고려한다.  여기에는 메테인 및 아산화 질소와 같은 다른 온실 기체는 포함되지 않는다.
탄소발자국을 계산하는 다양한 방법들이 존재하며, 이들은 각 기업에 따라 다소 다를 수 있다. 조직의 경우 온실가스 프로토콜을 사용하는 것이 일반적이다. 여기에는 세 가지 탄소 배출 스코프가 포함된다. 스코프 1은 직접적인 탄소 배출을 의미한다. 스코프 2와 스코프 3은 간접적인 탄소 배출을 의미한다. 스코프 2와 스코프 3은 간접적인 탄소 배출을 의미한다. 스코프 3 배출은 조직의 활동에서 비롯되지만 조직이 소유하거나 통제하지 않는 원천에서 발생하는 간접적인 배출이다.
국가의 경우 특정 연도의 탄소발자국을 계산하기 위해 소비기반 배출량 회계를 사용하는 것이 일반적이다. 슈퍼컴퓨터에 의해 뒷받침되는 산업연관분석을 사용하는 소비기반 회계는 글로벌 공급망 분석을 가능하게 한다. 국가는 또한 UNFCCC(기후변화에 관한 유엔 기본 협약)를 위해 국가 온실가스 인벤토리를 준비한다. 해당 국가 인벤토리에 나열된 온실가스 배출량은 해당 국가 자체의 활동에서만 발생한다. 이러한 접근 방식을 지역 기반 회계 또는 생산 기반 회계라고 한다. 거주자를 대신하여 수입되는 재화와 서비스의 생산은 고려하지 않는다. 소비기반 회계는 다른 국가에서 수입되는 재화와 서비스의 배출량을 반영한다.
따라서 소비 기반 회계는 보다 포괄적이다. Scope 3 배출량을 포함한 이 포괄적인 탄소발자국 보고서는 현재 제도의 격차를 다룬다. UNFCCC에 대한 각국의 온실가스 인벤토리에는 국제 수송이 포함되지 않는다.  포괄적인 탄소발자국 보고서는 최종 배출량 수요, 재화와 서비스의 소비가 일어나는 곳을 살펴본다.

## 정의
탄소 발자국에 대한 공식적인 정의는 다음과 같다: "관심 있는 인구, 시스템 또는 활동의 공간적 및 시간적 경계 내에서 모든 관련 소스, 싱크 및 저장을 고려하여 정의된 인구, 시스템 또는 활동의 이산화탄소(CO2) 및 메탄(CH4) 배출량의 총량에 대한 측정. 관련 100년 지구 온난화 지수(GWP100)을 사용하여 이산화탄소 등가물로 계산."
과학자들은 탄소 발자국을 이산화탄소 배출량과 동등한 양으로 보고한다(지구 온난화 지수). 그들은 매년, 일인 당, 단백질 킬로그램 당, 이동한 킬로미터 당 등으로 보고할 수 있다.
일부 과학자들은 탄소발자국을 정의할 때 CO2를 포함한다. 그러나 좀 더 일반적으로는 주목할 만한 몇 가지 온실기체를 포함한다. 그들은 100년과 같은 관련 기간 동안 이산화탄소 등가물을 사용하여 다양한 온실가스를 비교할 수 있다. 온실가스 발자국 또는 기후 발자국이라는 용어를 사용하여 이산화탄소뿐만 아니라 모든 온실가스가 포함된다는 점을 강조하기도 한다.

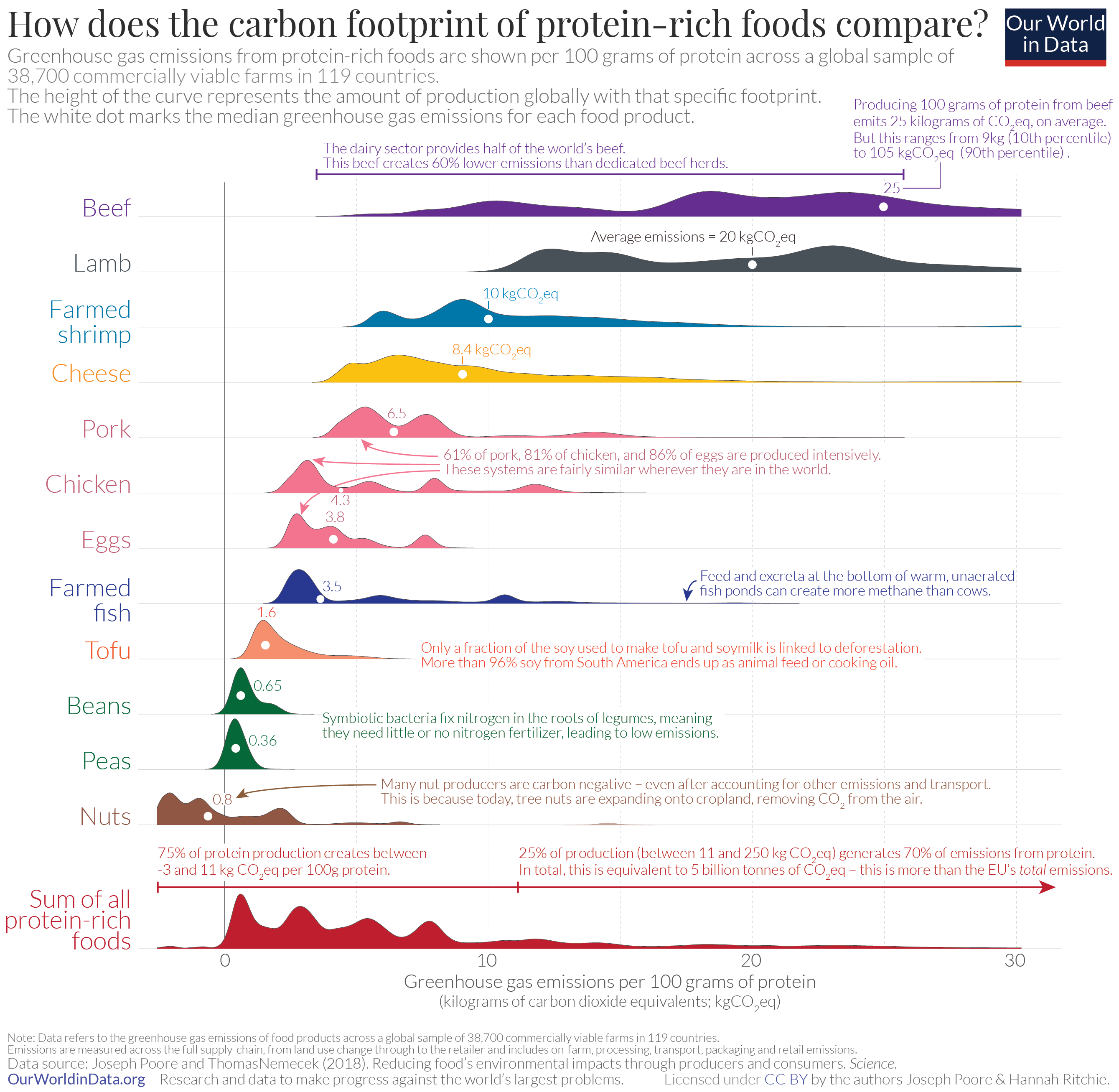
Carbon-footprint-of-protein-foods-2.png

온실가스 의정서는 가장 중요한 모든 온실가스를 포함한다. "이 표준은 교토 의정서가 다루는 이산화탄소(CO2), 메탄(CH4), 아산화 질소(N2O), 수소불화탄소(HFC), 과불화탄소(PCF), 육플루오린화 황(SF6), 삼불화질소(NF3) 등 7개 온실가스의 회계와 보고를 다룬다."
이에 비해 2022년의 탄소 발자국에 대한 IPCC의 정의는 이산화탄소만을 포함한다. 그것은 탄소 발자국을 "어떤 활동에 의해 직간접적으로 발생하거나 제품의 라이프사이클 단계에 걸쳐 축적된 이산화탄소(CO2)의 배타적인 총 배출량의 척도"로 정의한다.:1796 IPCC 보고서의 저자들은 2007년 영국에서 제안된 것과 동일한 정의를 채택했다. 그 출판물은 이산화탄소만을 탄소 발자국의 정의에 포함시켰다. 다른 온실가스는 정량화하기가 더 어렵다는 주장으로 이것을 정당화했다. 이것은 그들의 다른 지구 온난화 잠재력 때문이다. 그들은 또한 모든 온실가스를 포함시키면 탄소 발자국 지표가 덜 실용적이 될 것이라고 말했다. 그러나 이 접근법에는 단점이 있다.  메탄을 포함하지 않는 한 가지 단점은 가축과 같이 메탄 발자국이 높은 일부 제품이나 부문은 실제보다 기후에 덜 해로워 보인다는 것이다.

## 온실가스 배출 유형
참조: 탄소 회계

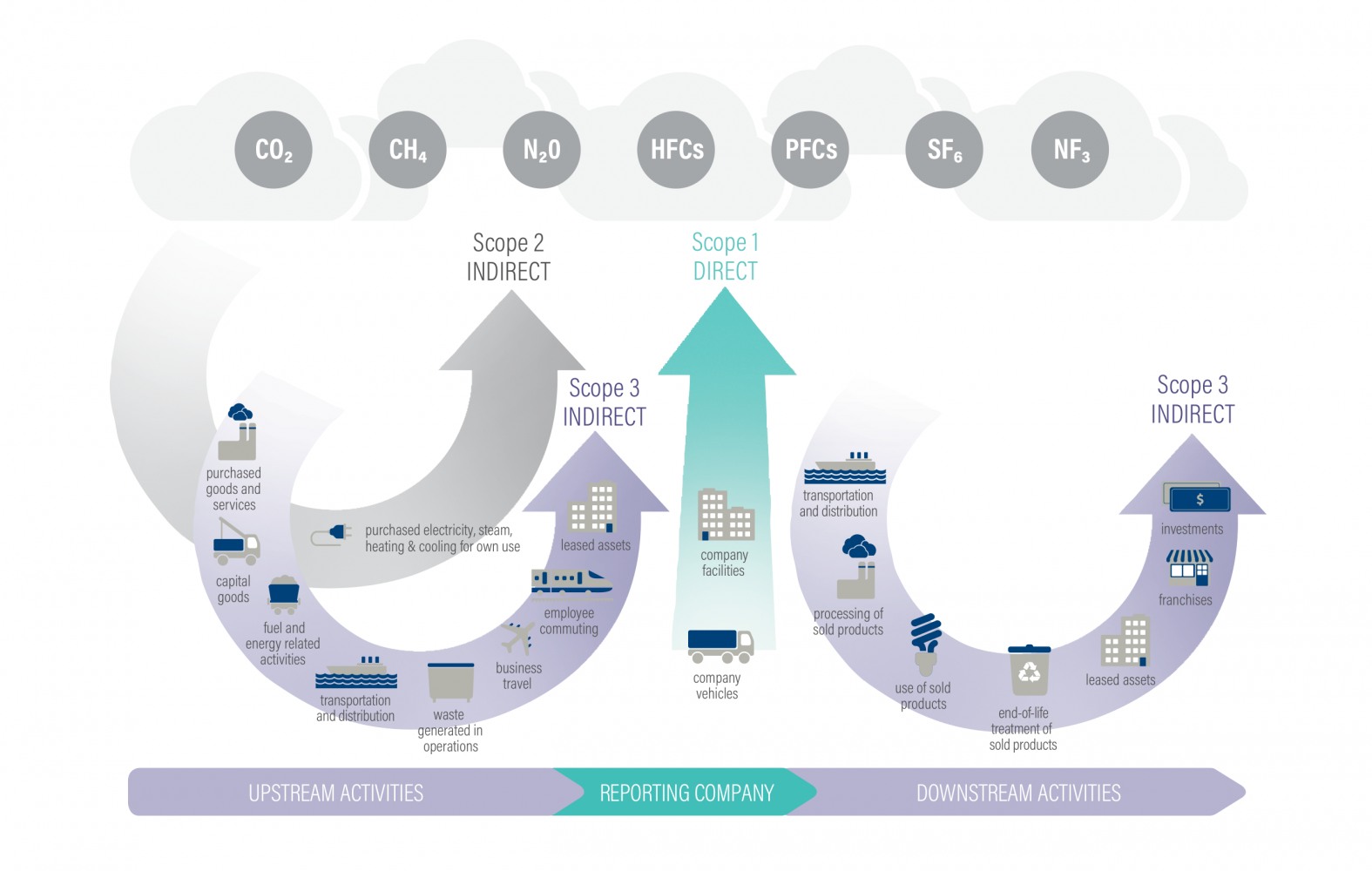
Overview of Greenhouse Gas Protocol scopes and emissions across the value chain, showing upstream activities, reporting company and downstream activities.

온실 가스 프로토콜은 온실가스 배출을 추적하기 위한 일련의 표준이다. 표준은 가치 사슬 내에서 배출량을 세 가지 스코프(스코프 1, 2, 3) 로 나눈다.  화석 연료를 연소하는 것과 같이 조직에 의해 직접적으로 발생하는 온실 가스 배출을 스코프 1이라고 한다. 전기, 열, 냉각 또는 증기와 같은 2차 에너지원을 구입하는 것과 같이 조직에 의해 간접적으로 발생하는 배출을 스코프 2라고 한다. 마지막으로 업스트림 또는 다운스트림 공정과 관련된 간접적인 배출을 스코프 3이라고 한다.

### 직접 탄소 배출(Scope 1)
직접 또는 Scope1 탄소 배출은 제품을 생산하거나 서비스를 제공하는 현장의 배출원에서 발생한다. 산업계의 예로는 현장에서 연료를 태울 때 발생하는 배출물이 있다. 개인 수준에서 개인 차량이나 가스 연소 Scope의 배출은 Scope1이다.

### 간접 탄소 배출(Scope 2)
간접 탄소 배출은 연구 대상 공정의 상류 또는 하류 소스로부터의 배출이다. 이는 Scope2 또는 Scope3 배출이라고도 한다 .
Scope 2 배출은 현장에서 사용되는 전기, 열 또는 증기 구매와 관련된 간접 배출이다. 상류 탄소 배출의 예로는 재료 및 연료의 운송, 생산 시설 외부에서 사용되는 모든 에너지, 생산 시설 외부에서 생성된 폐기물이 포함된다. 다운스트림 탄소 배출의 예로는 수명이 다한 프로세스 또는 처리, 제품 및 폐기물 운송, 제품 판매와 관련된 배출이 포함된다. GHG 프로토콜은 업스트림 및 다운스트림 배출량을 계산하는 것이 중요하다고 말한다. 이중 계산 이 있을 수 있다. 이는 한 사람의 소비 패턴의 상류 배출이 다른 사람의 하류 배출이 될 수 있기 때문이다.

### 기타 간접 탄소 배출(Scope 3)
Scope3 배출은 조직의 활동에서 파생되는 기타 모든 간접 배출이다. 그러나 그것들은 그들이 소유하거나 통제하지 않는 출처에서 나온 것이다.  GHG 프로토콜의 기업 가치 사슬(범위 3) 회계 및 보고 표준을 통해 기업은 전체 가치 사슬 배출 영향을 평가하고 감축 활동에 집중할 위치를 식별할 수 있다.
Scope 3 배출원에는 공급업체 및 제품 사용자의 배출이 포함된다. 이는 가치 사슬 이라고도 알려져 있다. 상품 운송 및 기타 간접 배출도 이 범위에 속한다. 2022년에는 미국 기업의 약 30%가 Scope 3 배출량을 보고했다. 국제 지속 가능성 표준 위원회(International Sustainability Standards Board)는 모든 GHG 보고에 범위 3 배출을 포함하라는 권장 사항을 개발하고 있다.

## 목적과 강점
See also : Carbon accounting

Are consumption-based CO₂ per capita emissions above or below the global average

현재 지구 평균 기온의 상승은 이전의 변화보다 더 빠르다. 그것은 주로 인간이 화석 연료를 태우는 것에 의해 발생한다. 대기 중의 온실 가스 증가는 또한 탈산림화와 농업 및 산업 관행에 의한 것이다. 여기에는 시멘트 생산이 포함된다. 가장 주목할 만한 두 개의 온실 가스는 이산화탄소와 메탄이다.  21세기 동안 온실 가스 배출량, 따라서 인류의 탄소 발자국은 증가해 왔다. 파리 협정은 지구 온도의 상승을 산업화 이전 수준보다 1.5 ℃ 이하로 제한할 수 있을 만큼 온실 가스 배출량을 줄이는 것을 목표로 한다.
탄소 발자국 개념은 개인, 제품, 회사 및 국가의 기후 영향을 비교한다. 제품에 탄소 발자국 라벨을 부착하면 소비자가 기후 변화 완화하는 데 도움이 되고 싶다면 탄소 발자국이 낮은 제품을 선택할 수 있다. 예를 들어 육류 제품의 경우 이러한 라벨을 통해 쇠고기가 닭고기보다 탄소 발자국이 더 높다는 것을 알 수 있다.
조직의 탄소 발자국의 크기를 이해하는 것은 그것을 줄이기 위한 전략을 고안하는 것을 가능하게 한다. 대부분의 기업에서 배출량의 대부분은 Scope1이라고 하는 현장 활동이나 Scope2라고 하는 조직에 공급 된 에너지에서 발생하지 않는다. 대신 Scope3 배출량에서 발생한다. 확장 된 업스트림 및 다운스트림 공급망에서 발생한다. 따라서 Scope3 배출량을 무시하면 중요한 모든 배출량을 감지 할 수 없다.  이는 완화 옵션을 제한한다.의류 또는 자동차와 같은 부문의 대기업은 탄소 발자국을 완전히 보고하기 위해 100,000 개 이상의 공급망 경로를 조사해야한다.
탄소 배출의 변위의 중요성은 몇 년 동안 알려져 왔다. 과학자들은 또한 이것을 탄소 누출이라고 부른다. 탄소 발자국이라는 개념은 파리 협정에서 다루지 않는 탄소 누출의 우려를 다룬다. 탄소 누출은 수입국이 수출 국가에 생산을 아웃소싱 할 때 발생한다. 아웃소싱 국가는 종종 부유한 국가이고 수출국은 대부분 개발도상국이다. 영향의 변위는 일반적으로 선진국에서 개발도상국으로 이동한다. 국가는 더러운 산업을 해외로 이동함으로써 온실 가스 배출량이 감소하는 것처럼 보일 수 있다. 그러나 소비 측면에서 배출량을 보면 증가할 수 있다.
탄소 누출 및 관련 국제 무역은 다양한 환경 영향을 미친다. 여기에는 대기 오염 증가, water scarcity, 물 부족, 생물 다양성 손실, 원료 사용 및 에너지 고갈이 포함된다.
학자들은 소비 기반 회계와 생산 기반 회계를 모두 사용하는 것에 찬성한다고 주장했다. 이것은 공유된 생산자와 소비자 책임을 확립하는 데 도움이 된다.현재 국가들은 영토 배출량을 기반으로 UNFCCC에 연간 온실가스 인벤토리를 보고한다. 이것은 영토 기반 접근법 또는 생산 기반 접근법으로 알려져 있다. 소비 기반 계산을 UNFCCC 보고 요구 사항에 포함시키는 것은 탄소 누출 문제를 해결함으로써 허점을 막는 데 도움이 될 것이다.
파리 협정은 현재 국가들이 국가 총계에 국제 운송과 관련된 GHG 배출량을 포함할 것을 요구하지 않는다. 이러한 배출량은 별도로 보고된다. 기후 협약 및 교토 의정서에 따른 Annex 1 Parties 당사국의 제한 및 감축 약속을 적용받지 않는다.탄소 발자국 방법론에는 국제 운송과 관련된 GHG 배출량이 포함된다. 이는 국제 무역으로 인한 배출량을 수입국에 할당한다는 것을 의미한다.

## 추정을 위한 기본 개념
제품, 서비스 또는 부문의 탄소 발자국을 계산하려면 전문 지식과 포함되어야 할 항목에 대한 신중한 검토가 필요하다. 탄소 발자국은 다양한 척도로 계산할 수 있다.국가 전체, 도시, 지역 및 부문, 회사 및 제품에도 적용할 수 있다. 개인 탄소 발자국을 계산하기 위해 여러 무료 온라인 탄소 발자국 계산기가 존재한다.
"Scope 3 Evaluator"와 같은 소프트웨어는 기업들이 가치 사슬 전체에 걸쳐 배출량을 보고하도록 도울 수 있다. 소프트웨어 도구는 컨설턴트와 연구원들이 글로벌 지속 가능성 발자국을 모델링하는 데 도움을 줄 수 있다. 각 상황에는 대답해야 할 많은 질문이 있다. 여기에는 어떤 활동이 어떤 배출량과 연결되어 있고, 어떤 비율이 어느 회사에 귀속되어야 하는지가 포함된다. 소프트웨어는 회사 경영에 필수적이다. 그러나 기업의 지속 가능성 성과를 향상시키기 위한 새로운 방식의 기업 자원 계획이 필요하다.
탄소발자국 커버리지 95%를 달성하려면 1,200만 개의 개별 공급망 기여도를 평가해야 한다. 이는 12개 부문별 사례 연구를 분석한 것을 기반으로 한다. 산업연관분석을 사용하면 Scope3 계산을 쉽게 할 수 있다. 원래 노벨경제학상 수상자 바실리 레온티예프가 개발한 기법이다.

### 산업연관분석에 의한 소비기반 배출회계

Consumption-based vs. production-based CO₂ emissions per capita

소비 기반 배출 회계는 글로벌 공급망을 따라 재화와 서비스에 대한 수요가 최종 소비자에게 미치는 영향을 추적한다. 이를 소비 기반 탄소 회계라고도 한다.  이와 대조적으로 온실가스 배출량을 계산하기 위한 생산 기반 접근법은 탄소발자국 분석이 아니다. 이 접근법을 영토 기반 접근법이라고도 한다. 생산 기반 접근법은 해당 국가에서 물리적으로 생산된 영향만을 포함한다. 소비 기반 회계는 생산 기반 회계에서 배출되는 배출량을 재분배한다. 다른 국가의 배출량이 해당 국가의 소비 번들에 필요하다는 점을 고려한다.
소비자 기반 회계는 산업 연관 분석을 기반으로 한다. 환경이나 사회적 영향과 관련된 모든 경제 연구 질문에 가장 높은 수준으로 사용된다.슈퍼컴퓨팅 능력을 지원받는 산업 연관 분석과 함께 소비 기반 회계를 사용하여 글로벌 공급망 분석이 가능하다.

Production vs. consumption-based CO₂ emissions for the United States

Leontief는 한 경제에서 소비와 생산 사이의 관계를 입증하기 위해 산업연관분석(IO)을 만들었다. 전체 공급망을 통합한다. 국가의 국민계정에서 나오는 산업연관표를 사용한다. 또한 UN Comtrade와 Eurostat와 같은 국제 데이터도 사용한다. 산업연관분석은 전 세계적으로 다지역 산업연관분석(MRIO)으로 확장되었다. 수십억 개의 공급망을 분석할 수 있는 혁신과 기술이 이를 가능하게 했다. UN이 정한 기준이 이 분석을 뒷받침한다. 280 분석을 통해 구조적 경로 분석이 가능하다.:280 이를 통해 최상위 공급망 노드와 경로를 스캔하고 순위를 매긴다. 긴급한 조치를 취할 수 있는 핫스팟을 편리하게 나열한다. 산업연관분석은 글로벌 가치 사슬을 조사할 수 있다는 점 때문에 인기가 높아졌다.

### 라이프 사이클 분석과 연관성(LCA)

Production vs. consumption-based CO₂ emissions per capita for China

수명 주기 평가(LCA)는 상업적 제품 수명 주기, 체계 이론과 관련된 모든 환경 영향을 평가하는 방법론이다. 그것은 온실 가스 배출에만 제한되지 않는다. 그것은 또한 수명 주기 분석이라고 불린다. 그것은 수질 오염, 대기 오염, 생태 독성 및 유사한 유형의 오염을 포함한다. LCA에 대해 널리 인정되는 일부 절차는 ISO 14000 시리즈 환경 관리 표준에 포함되어 있다. ISO 14040:2006이라는 표준은 LCA 연구를 수행하기 위한 프레임워크를 제공한다. ISO 14060 표준 제품군은 더 정교한 도구를 제공한다. 이들은 GHG 배출 및 제거를 정량화, 모니터링, 보고 및 검증하거나 검증하는 데 사용된다.

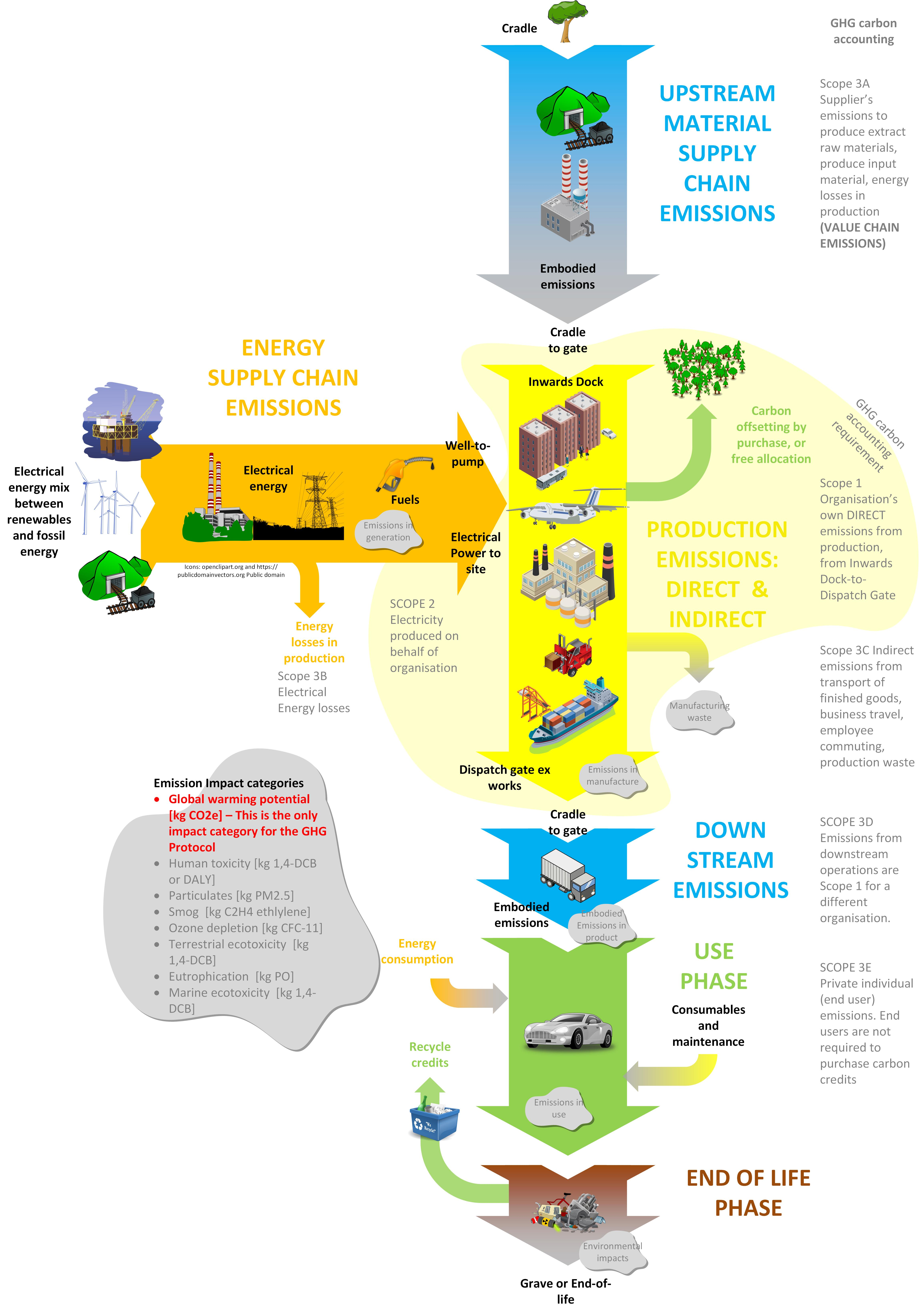
Life cycle analysis: The full life cycle includes a production chain (comprising supply chains, manufacture, and transport), the energy supply chain, the use phase, and the end of life (disposal, recycle) stage.

또한 온실가스 제품 수명주기 평가는 PAS(Public Available Specification) 2050 및 GHG 프로토콜 수명주기 회계 및 보고 표준과 같은 사양을 준수할 수 있다.
LCA의 장점은 현장에서 또는 공급업체와 연락하여 얻을 수 있는 높은 수준의 세부 정보이다. 그러나 LCA는 이후 상류 공급업체의 추가 영향이 고려되지 않는 경계를 인위적으로 구축하는 데 어려움을 겪었다. 이는 상당한 절단오차를 유발할 수 있다. LCA는 입출력 분석과 결합되었다. 이를 통해 현장의 세부 지식을 통합할 수 있다. IO는 글로벌 경제 데이터베이스에 연결하여 전체 공급망을 통합한다.

## Problems

### 기업에서 개인으로 책임 전환
비평가들은 개인 탄소 발자국 개념을 홍보하는 원래 목적이 기업과 기관에서 벗어나 개인의 라이프스타일 선택으로 책임을 전가하는 것이었다고 주장한다. 화석 연료 회사 BP는 2005년 개인 탄소 발자국에 대한 대규모 광고 캠페인을 벌여 이 개념을 대중화하는 데 도움을 주었다.  많은 주요 화석 연료 회사들이 사용한 이 전략은 해당 산업의 부정적인 결과에 대한 책임을 개인의 선택으로 전가하려 한다는 비판을 받아왔다.
하버드 대학의 제프리 수프란과 나오미 오레스케스는 이 질문을 조사했다. 그들은 탄소 발자국과 같은 개념들이 "기후 위기의 체계적인 본질과 그 문제를 해결하기 위해 집단 행동을 취하는 것의 중요성에 우리를 방해한다"고 주장했다.

### 기타 환경영향과의 관계
탄소 발자국에 대한 초점은 사람들로 하여금 관심이 있는 다른 관련 환경 문제들을 무시하거나 심지어 악화시킬 수 있다. 여기에는 생물 다양성 감소, 생태 독성 및 서식지 파괴가 포함된다. 탄소 발자국과 같은 단일 지표로 환경에 대한 이러한 다른 인간의 영향을 측정하는 것은 쉽지 않을 수 있다. 소비자는 탄소 발자국이 환경 영향의 대용이라고 생각할 수 있다.:222 많은 경우 이것은 옳지 않다. 탄소 발자국을 줄이는 것과 환경 보호 목표 사이에는 심지어 상충 관계가 있을 수 있다. 한 가지 예는 바이오 연료의 사용이다. 바이오 연료는 재생 가능한 에너지원이며 에너지 공급의 탄소 발자국을 줄일 수 있다. 그러나 생산 과정에서 생태학적인 문제도 제기할 수 있다. 비료와 농약을 많이 사용하는 단일 재배에서 종종 생산되기 때문이다.:222또 다른 예는 해상 풍력 발전 단지이다. 이것들은 해양 생태계에 의도하지 않은 영향을 미칠 수 있다.:223
탄소발자국 분석은 훨씬 더 광범위하고 모든 환경 영향을 살펴보는 전 과정 평가와는 달리 온실가스 배출에만 초점을 맞춘다. 따라서 탄소발자국은 지표군(예: 생태발자국, 물발자국, 땅발자국, 물질발자국) 중 하나일 뿐이며, 고립되어 있어서는 안 된다는 점을 커뮤니케이션 활동에서 강조하는 것이 유용하다. 사실 탄소발자국은 생태발자국의 한 구성요소로 취급될 수 있다.

### 계산을 위한 다양한 경계
탄소 발자국이라는 용어는 Scope 3 배출량이나 공급망 전체를 포함하지 않는 제한된 계산에 적용되었다. 이는 기업이나 제품의 실제 탄소 발자국과 관련하여 고객을 오도하는 주장으로 이어질 수 있다.

## 입증된 값

### 제품별 분류

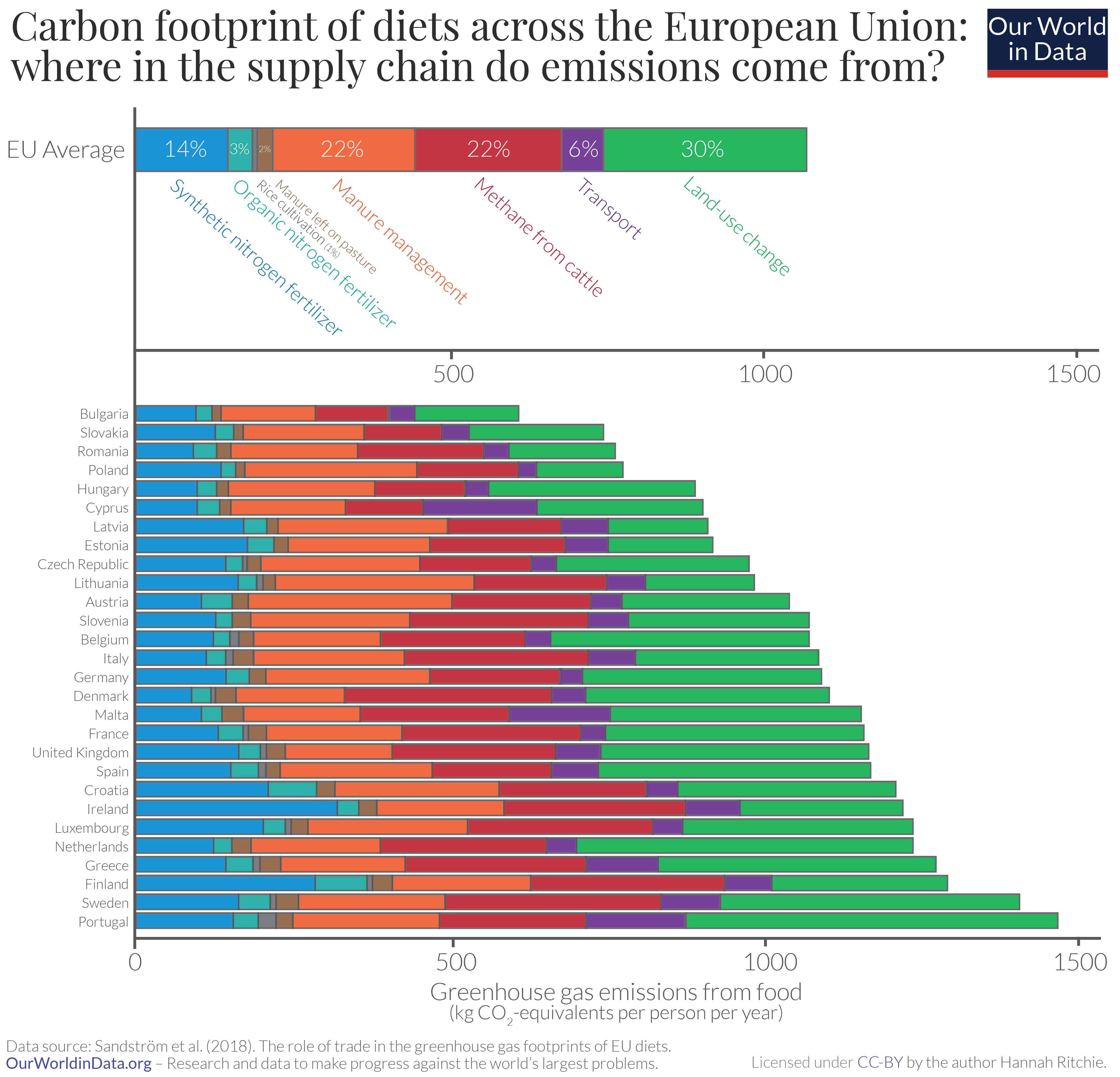
Carbon footprint of EU diets by supply chain

Carbon Trust는 "수천 개의 탄소 발자국 평가"를 생산하기 위해 영국 제조업체들과 협력했다. 2014년 현재 Carbon Trust는 인증 가능한 제품 탄소 발자국 28,000개를 측정했다고 밝혔다.

#### 음식
식물성 식품은 육류 및 유제품보다 탄소 발자국이 낮은 경향이 있다. 많은 경우 훨씬 더 작은 발자국이다. 이것은 식품의 무게, 단백질 함량 또는 칼로리 측면에서 식품의 발자국을 비교할 때 사실이다. 완두콩과 쇠고기의 단백질 생산량이 하나의 예를 제공한다. 완두콩에서 100그램의 단백질을 생산하는 것은 이산화탄소 당량(CO2eq)을 0.4킬로그램만 배출한다. 같은 양의 단백질을 쇠고기에서 얻기 위해서는 배출량이 35킬로그램 CO2eq로 거의 90배나 더 많을 것이다. 식품의 탄소 발자국 중 극히 일부만이 운송 및 포장에서 나온다. 대부분은 농장의 공정 또는 토지 사용 변화에서 비롯된다. 이것은 무엇을 먹을지의 선택이 식품이 얼마나 멀리 여행했는지 또는 얼마나 포장되었는지보다 탄소 발자국을 줄일 수 있는 더 큰 잠재력을 가지고 있다는 것을 의미한다.

### 섹터별
IPCC 6차 평가 보고서는 전세계 온실가스 배출량이 모든 부문에 걸쳐 계속해서 증가해 왔다는 것을 발견했다. 전세계적인 소비가 주요 원인이었다. 가장 빠른 성장은 수송과 산업에 있었다.  A key driver of global carbon emissions is affluence.  전세계 탄소 배출량의 핵심 동인은 풍부함이다. IPCC는 세계에서 가장 부유한 10%가 전세계 온실가스 배출량의 약 1/3에서 1/5 (36%–45%)에 기여한다고 언급했다. 연구자들은 이전에 풍부함이 탄소 배출량의 핵심 동인이라는 것을 발견했다. 그것은 인구 증가보다 더 큰 영향을 미친다. 그리고 그것은 기술 발전의 영향을 상쇄한다. 지속적인 경제 성장은 물질 추출과 온실가스 배출량의 증가 추세를 반영한다. "산업 배출량은 기초 물질 추출과 생산의 증가에 힘입어 2000년 이후 다른 어떤 부문의 배출량보다 더 빠르게 증가하고 있다"라고 IPCC는 말했다.

### 운송
사람들이 수송하기 위한 배출량에는 큰 차이가 있을 수 있다. 이것은 다양한 요인에 기인한다. 여기에는 이동 길이, 지역 그리드 내 전기의 원천, 대중 교통의 점유 등이 포함된다. 차량 종류와 승객 수를 운전하는 경우 요인이 된다. 단거리에서 중거리에 걸쳐 걷기나 자전거는 거의 항상 가장 낮은 탄소 이동 방법이다. 1킬로미터를 자전거로 이동할 때 발생하는 탄소 발자국은 보통 km당 16~50그램의 CO2eq 범위에 있다. 중거리 또는 장거리의 경우, 열차는 거의 항상 다른 옵션보다 낮은 탄소 발자국을 가지고 있다.

## 같이 보기
- 생태발자국
- 푸드 마일리지